# Argavand (Armavir)
Pour les articles homonymes, voir Argavand.
Argavand (en arménien Արգավանդ ; jusqu'en 1947 Uzunoba) est une communauté rurale du marz d'Armavir, en Arménie. Elle compte 2 471 habitants en 2009.